# Honoria

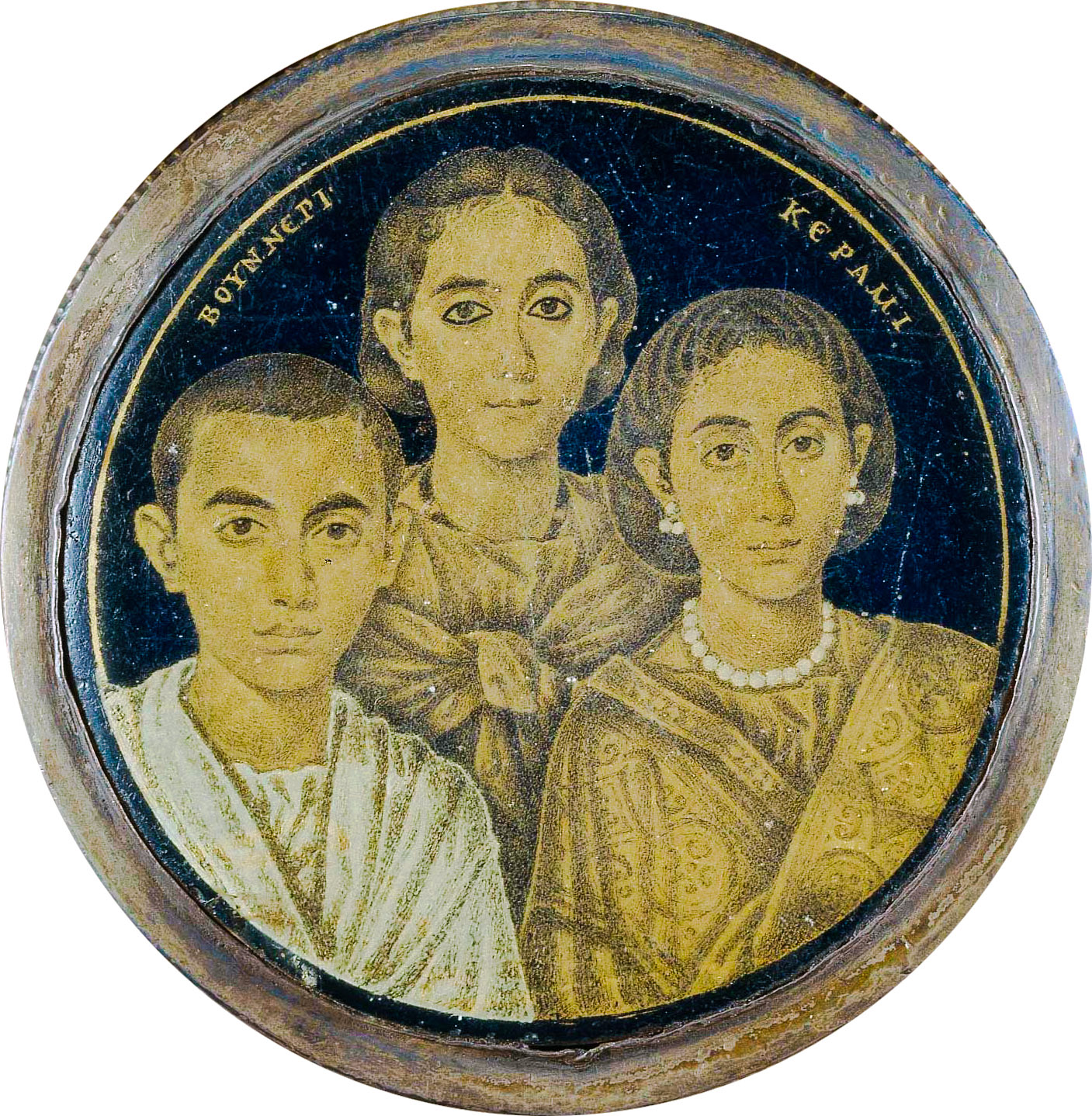
Honoria (a la derecha), con su hermano Valentiniano III y su madre Gala Placidia.

Justa Grata Honoria (en latín, Iusta Grata Honoria, Ravena, 419- Constantinopla, 457?) era hija del augusto Constancio III, emperador de Occidente, y de su esposa Gala Placidia, hija del augusto Teodosio I, emperador de Roma. Su hermano Valentiniano III heredó el gobierno del Imperio Romano de Occidente del tío de ambos, Honorio.

## Biografía
Honoria fue educada en Constantinopla con sus primas Pulqueria, Arcadia y Marina, hijas del augusto Arcadio. Desde allí, disconforme con su vida devota y pía, le envió una carta a Atila para proponerle matrimonio, aprovechando la crisis política que se había producido por la muerte de su primo Teodosio II y de su madre. El rey de los hunos reclamó su mano, pero como Valentiniano se la negó, Atila saqueó Aquilea (452).
Las monedas acuñadas con su imagen atestiguan que a ella le concedieron el título de augusta.

## El asteroide
- En 1884, el astrónomo Johann Palisa nombró al asteroide (236) Honoria en su honor.